# Sjivercultuur
De Sjivercultuur (Russisch: Шиверская культура, Sjiverskaja koeltoera) was een bronstijdcultuur in de regio Cisbaikal tijdens het 2e-1e millennium voor Christus. Ze volgde op de Glazkovocultuur. De cultuur werd door Aleksej Okladnikov vernoemd naar de begraafplaats aan de monding van de Sjiver in de Angara. De cultuur ontwikkelde zich synchroon aan de Karasoekcultuur ten zuiden. Onder de artefacten zijn voorwerpen van jade en brons, evenals sieraden gemaakt van hertentanden, kenmerkend. De menselijke resten zijn van een Oost-Aziatisch type.
Aangenomen wordt dat de Sjivercultuur is ontstaan als gevolg van de interactie van de Xiongnu met de voorouders van de Evenken.